# زنده دور دنیا (آلبوم کوئین + آدام لمبرت)
زنده دور دنیا (انگلیسی: Live Around the World) دومین آلبوم زنده (نخستین آلبوم بین‌المللی) از گروه موسیقی کوئین + آدام لمبرت است که در ۲ اکتبر ۲۰۲۰ توسط هالیوود رکوردز در آمریکای شمالی و توسط ئی‌ام‌آی رکوردز در سراسر جهان منتشر شد. این یک مجموعه گردآوری‌شده از ترانه‌های اجرا شده در نمایش‌های مختلف بین ژوئن ۲۰۱۴ تا فوریه ۲۰۲۰ است. این آلبوم همچنین بر روی دی‌وی‌دی و بلو-ری به همراه ترانه‌های اضافه شده در انتشار سی‌دی و واینل منتشر شد.